# Kemsit
| k · m | z · i | t · B1 |

| k · m | z · i | t · B1 |

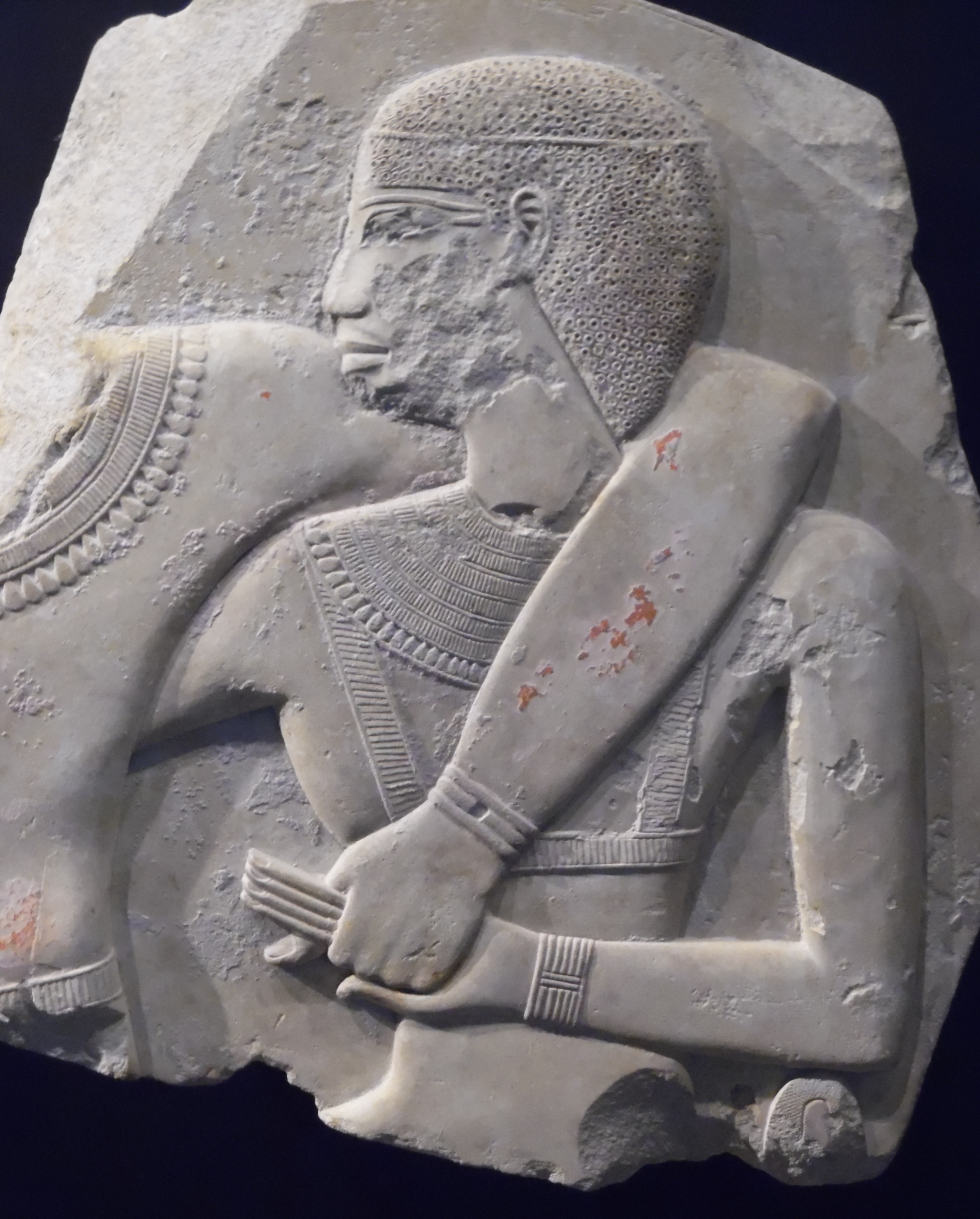
Kemsit en un relieve de Deir el-Bahari, ahora en Múnich.

Kemsit fue una reina consorte del Antiguo Egipto, esposa de faraón Mentuhotep II de la XI Dinastía. Su tumba (TT308) y la pequeña capilla decorada fue encontrada en el templo del complejo funerario de su marido en  Deir el-Bahari, detrás del edificio principal, junto con las tumbas de otras cinco damas, Ashayet, Henhenet, Kawit, Sadeh y Mayet. La mayoría de ellas eran sacerdotisas de Hathor, así que es posible que fueran enterradas allí como parte del culto de la diosa, pero es también posible que fueran hijas de nobles que el rey quisiera mantener vigilados.
Solo algunas partes de su saqueado y vandalizado sarcófago han sido encontradas, y se conservan en el Museo Egipcio en El Cairo.
La reina aparece también en los relieves del templo funerario de su marido Mentuhotep II. Estas representaciones están hoy fuertemente destruidas, pero  parece que se encuentra en una escena que muestra una fila de mujeres reales. En los fragmentos preservados es mostrada detrás de la reina Kawit. Su título en la representación es Esposa Amada del Rey.
Sus títulos eran: La Esposa Amada del Rey (ḥmt-nỉswt mrỉỉ.t=f ), el Ornamento del rey (ẖkr.t-nỉswt), el Ornamento Único del rey (ẖkr.t-nỉswt wˁtỉ.t), Sacerdotisa de Hathor (ḥm.t-nṯr ḥwt-ḥrw).